# Grace Lee Whitney
Grace Lee Whitney, geboren als Mary Ann Chase (1 april 1930 – 1 mei 2015) was een Amerikaanse actrice.

## Levensloop en carrière
Whitney werd geboren in Ann Arbor als Mary Ann Chase. Ze werd geadopteerd door de familie Whitney, waardoor ze haar naam veranderde in Grace Lee Whitney. Ze begon haar filmcarrière in 1947. In het begin van haar carrière had ze kleine rollen in onder meer House of Wax, The Naked and the Dead (1958) en Some Like It Hot (1959). In 1966 werd Whitney gecast door Gene Roddenberry voor een rol in de nieuwe tv-serie Star Trek. Ze speelde het personage Janice Rand, de assistente van kapitein James T. Kirk. 
In de jaren '70 keerde Whitney terug naar Star Trek voor de Star Trek-films: Star Trek: The Motion Picture (1979), Star Trek III: The Search for Spock (1984), Star Trek IV: The Voyage Home (1986) en Star Trek VI: The Undiscovered Country (1991).
Daarna raakte zij verslaafd aan de drank. Toen ze daar van afkickte ging ze zelf werken voor een kliniek om verslaafden te helpen afkicken.
Whitney overleed in 2015 op 85-jarige leeftijd in Coarsegold in Californië.
- Gemeinsame Normdatei: 120933462
- International Standard Name Identifier: 0000 0000 4254 1885
- Library of Congress Control Number: no89012160
- Nationale Bibliotheek van Israël: 987007383360905171
- SNAC: w6p55ndw
- Système universitaire de documentation: 236951912
- Virtual International Authority File: 5775123
- WorldCat: E39PBJw93yvrxdQWF78Qb98wG3